# Dunckerocampus
Dunckerocampus is een geslacht van straalvinnige vissen uit de familie van zeenaalden en zeepaardjes (Syngnathidae). Het geslacht is voor het eerst wetenschappelijk beschreven in 1933 door Whitley.

## Soorten
- Dunckerocampus baldwini Herald & Randall, 1972
- Dunckerocampus boylei Kuiter, 1998
- Dunckerocampus chapmani Herald, 1953
- Dunckerocampus dactyliophorus (Bleeker, 1853)
- Dunckerocampus multiannulatus (Regan, 1903)
- Dunckerocampus naia Allen & Kuiter, 2004
- Dunckerocampus pessuliferus Fowler, 1938